# Archie Bell and the Drells
Archie Bell and the Drells – afroamerykańska grupa rhythmandbluesowa, szczególnie popularna w końcu lat sześćdziesiątych XX wieku, kiedy to taneczna piosenka Tighten It Up, zdobył status megaprzeboju, sprzedając się w nakładzie ponad trzy miliony egzemplarzy. Choć grupa nigdy nie powtórzyła sukcesu tego singla, pozostała aktywna przez kolejne dziesięć lat, mając na swym koncie kilka innych przebojowa takich jak I Can't Stop Dancing, Dancing To Your Music i Girl You're Too Young. Choć muzyka grupy zaliczana jest do rytm and bluesa, zauważyć można w niej wyraźne wpływy soulu i funky.

## Skład
- Archie Bell – śpiew
- Lee Bell
- Joe Cross
- Willie Parnell
- James Wise
- Lucious Larkins
- Billy Butler

### Dyskografia
- 1968 Tighten Up
- 1968 I Can't Stop Dancing
- 1969 There's Gonna Be a Showdown
- 1975 Dance Your Troubles Away
- 1976 Where Will You Go When the Party’s Over
- 1977 Hard Not to Like It

### Nagrody, pozycje na listach przebojów i rekordy
- Piosenka Tighten It Up została umieszczona na liście 500 piosenek które ukształtowały rock utworzonej przez Rock and Roll Hall of Fame[1].

| Rok  | Piosenka                      | pozycja |
| ---- | ----------------------------- | ------- |
| 1968 | Tighten It Up                 | 1       |
| 1968 | Do The Choo Choo              | 44      |
| 1968 | I Can't Stop Dancing          | 9       |
| 1969 | Girl You're Too Young         | 59      |
| 1969 | I Love My Baby                | 94      |
| 1969 | My Balloon's Going Up         | 87      |
| 1970 | Don't Let The Music Slip Away | 100     |
| 1970 | Wrap It Up                    | 93      |
| 1970 | A World Without Music         | 90      |
| 1973 | Dancing To Your Music         | 61      |